# Astracantha turkmenorum
Astracantha turkmenorum är en ärtväxtart som först beskrevs av Antonina Georgievna Borissova, och fick sitt nu gällande namn av Dieter Podlech. Astracantha turkmenorum ingår i släktet Astracantha och familjen ärtväxter. Inga underarter finns listade i Catalogue of Life.